# Santa María de Guía de Gran Canaria

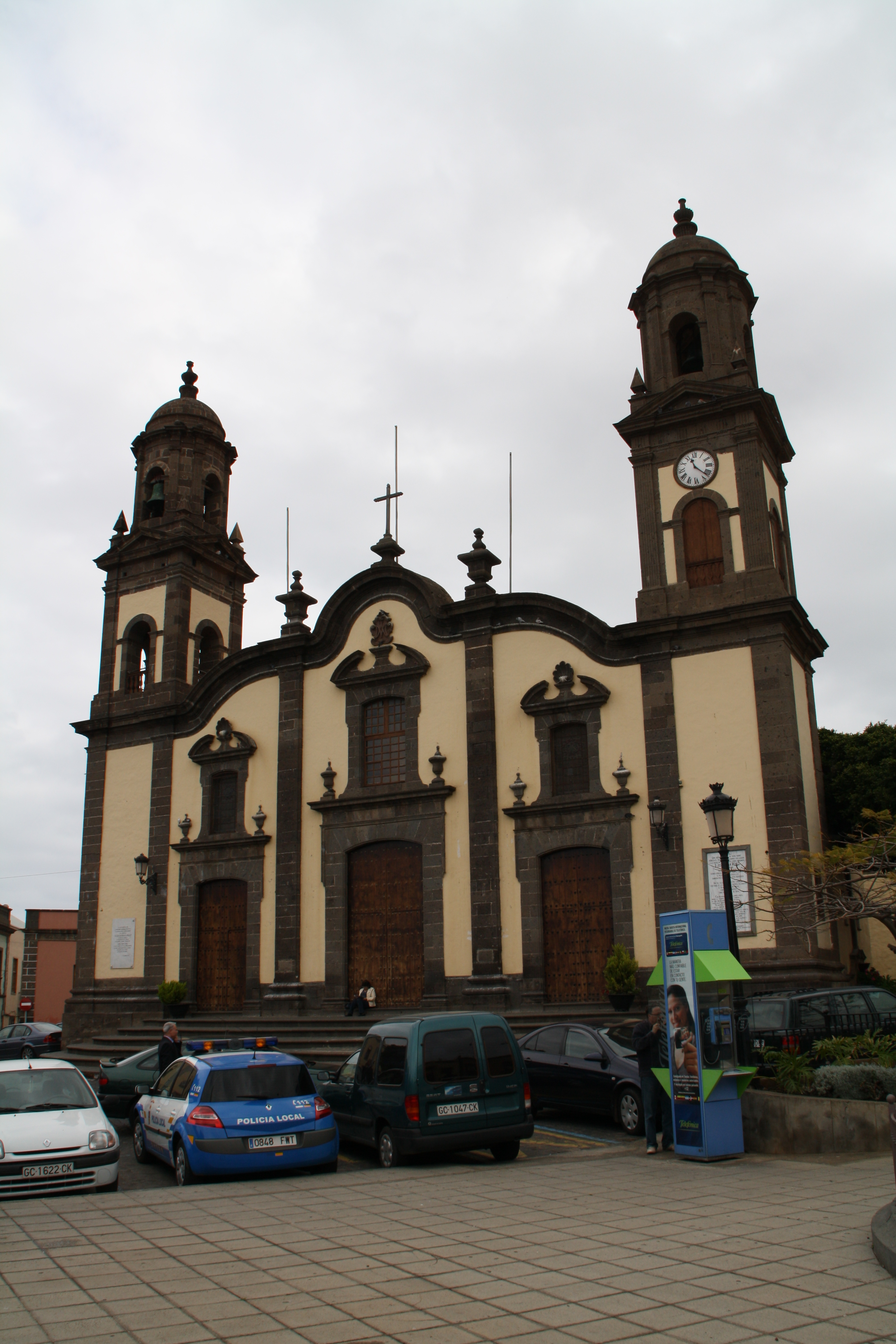
Église de Santa Maria de Guía

Santa María de Guía de Gran Canaria (Sainte-Marie du guide de Grande Canarie en français), abrégé souvent en Santa María de Guía, également connue sous le nom de Guía, est une commune de la communauté autonome des Îles Canaries en Espagne. Elle est située au nord de l'île de Grande Canarie dans la province de Las Palmas, à l'ouest de Las Palmas de Gran Canaria et au nord de Puerto Rico, la montagne dominant le sud de l'île.

## Géographie

### Localisation

Localisation de l'île de Grande Canarie dans les Îles Canaries.
Localisation de Santa María de Guía dans l'île de Grande Canarie.

|        | Océan Atlantique                    |      |
| Gáldar | Santa María de Guía de Gran Canaria | Moya |
| Gáldar | Gáldar                              | Moya |

### Transports
- Route Puerto Rico - Gáldar
- Route Gáldar - Las Palmas

## Démographie
| Année | Population | Densité    |
| ----- | ---------- | ---------- |
| 1991  | 12.383     | 290,75/km² |
| 1996  | 13.117     | 307,98/km² |
| 2001  | 13.893     | 323,09/km² |
| 2002  | 14.171     | 332,73/km² |
| 2003  | 14.355     | 334,7/km²  |
| 2004  | 14.107     | 332,95/km² |
| 2005  | 14.086     | 330,7/km²  |
| 2006  | 14.048     | 329,8/km²  |
| 2007  | 14.081     | 330,6/km²  |
| 2009  | 14.069     | 330,3/km²  |

## Patrimoine

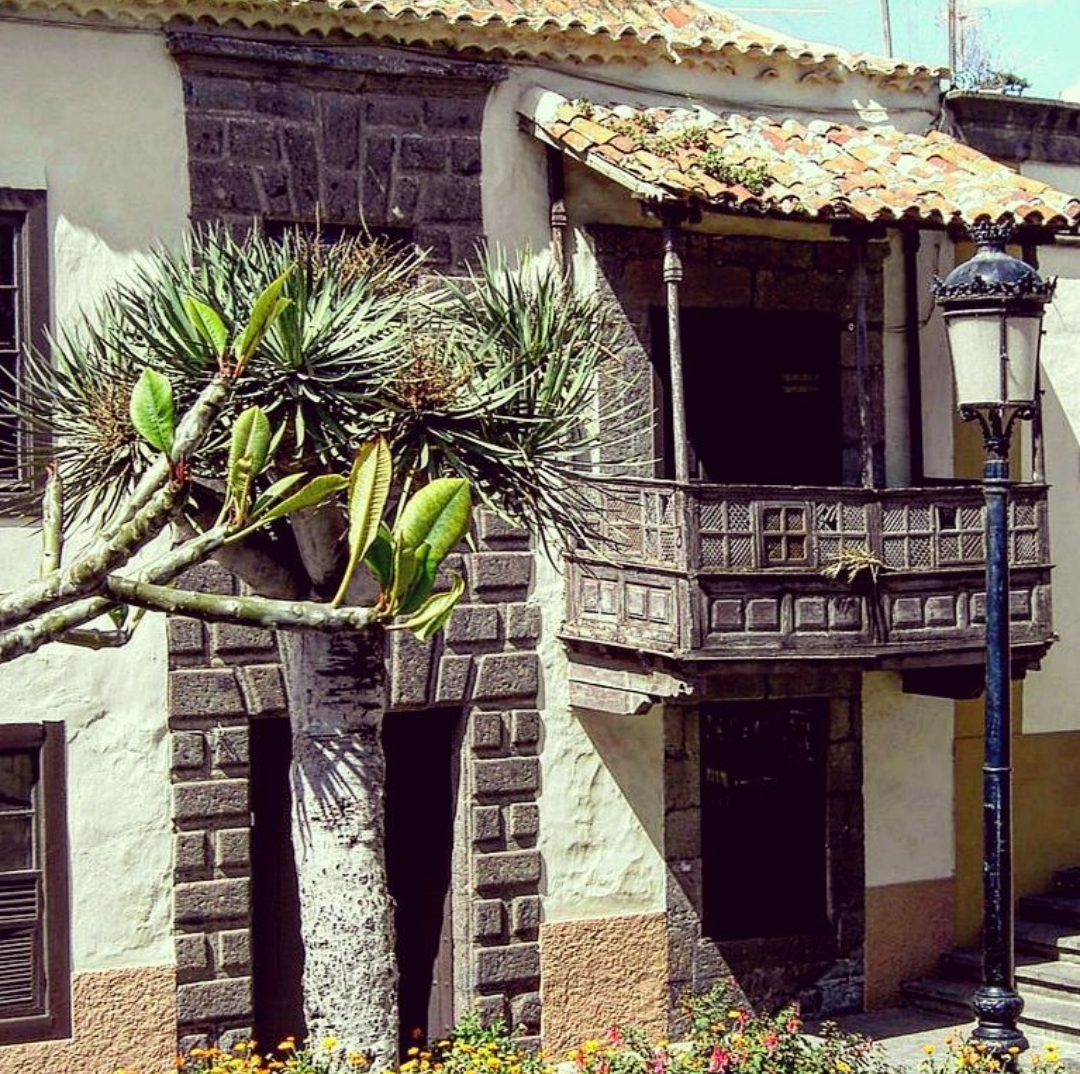
Casa Quintana

La maison Quintana est une preuve de l’architecture ancienne de la ville de Guia de la Grande Canarie, elle se trouve sur la Grande Place de Guia, sa construction se situe au XVIe siècle. Son balcon canarien, influence mudéjare, construit en bois et son blason porte les noms de Guanarteme et Quintana.